# Podregion Saarijärvi-Viitasaari
Podregion Saarijärvi-Viitasaari (fiń. Saarijärven–Viitasaaren seutukunta) – podregion w Finlandii, w regionie Finlandia Środkowa.
W skład podregionu wchodzą gminy:
- Kannonkoski,
- Karstula,
- Kinnula,
- Kivijärvi,
- Kyyjärvi,
- Pihtipudas,
- Saarijärvi,
- Viitasaari.